# The Sorority
 (décembre 2024).
The Sorority est une application mobile visant à lutter contre le harcèlement sexuel dans l'espace public à l'égard des femmes. Elle est créée en 2019 par Priscillia Routier-Trillard, Fanny Chevalier Lorenzo, Thibaud Dervily et Adrien Saulnier.  

## Présentation
The Sorority est une application mobile a visée anti-harcèlement sexiste et sexuel dans l'espace public. Elle est gratuite et disponible sur les magasins d'applications depuis septembre 2020, mais seules les femmes peuvent s'y inscrire.
Elle a pour fonctionnalité principale l’émission d’un appel à l'aide notifiant les utilisatrices géographiquement proches. En moyenne sur 4 ans (2020-2024), environ 10 à 15 personnes contactent la personne ayant déclenché l’alerte. L’application est principalement utilisée en France, en Suisse, en Belgique ainsi qu’en Algérie. Elle compte environ 240 000 profils vérifiés.

## Fonctionnement
À la base exclusivement réservée aux femmes et aux minorités de genre, à la suite de la montée de violence dans les rues, les hommes cis peuvent aussi s'inscrire, en tant qu'aidant ou en tant que personne demandant de l'aide. Dans ce cas là, les utilisateurs en minorité de genre pourront activer ou non s'ils désirent que les hommes cis soient alertés aussi lorsqu'ils signalent une agression. L'utilisateur télécharge l’application, puis crée un profil. Elle utilise son véritable nom, une photo de sa carte d’identité, et un selfie effectué sur le momentqui seront supprimés après vérifications du profil.  
L’interface propose une carte localisant les utilisatrices autour de soi, à l’aide de la position GPS du téléphone. L’application comporte plusieurs fonctionnalités. Premièrement, elle présente un bouton d’alerte qui lorsque activé calcule d'une manière instantanée la positionnement géographique et notifie les cinquante utilisatrices les plus proches.  
L’application propose trois fonctionnalités principales : 
- L'alarme sonore puissante, à déclencher à tout moment pour attirer l’attention afin de provoquer la fuite de la personne agresseur

- Le message écran pour attirer l’attention et déporter la responsabilité d’action sur une personne permettant de créer un climat empêchant la poursuite de l’agression [3]
- Les principaux numéros d’urgence pour contacter les autorités compétentes

Du côté des destinataires du signal d’alarme, il y a plusieurs options. L’application permet d’appeler la personne qui a émis le signal d’alarme, ou de lui écrire via un chat. Les utilisatrices à proximité peuvent également la rejoindre sur le lieu du harcèlement. En dernier recours, elles peuvent prévenir la police.  
L’application bénéficie en outre d’espaces de conversation disponibles en tout temps.

## Historique
L’application est développée dès le début de l'année 2019. Sa créatrice, Priscillia Routier-Trillard, souhaite lutter contre les phénomènes psychologiques survenant lors d’agressions, tels que l’effet témoin et l’effet de sidération. Elle pense alors à une application visant à favoriser la sécurité et l’épanouissement des femmes dans l’espace public. 
L'application est disponible sur les stores depuis septembre 2020. Elle s'inscrit dans un contexte où les applications visant à lutter contre le harcèlement de rue se multiplient (Street Alert, Garde ton Corps, Sekura, Umay, App-Elles...).  
En Janvier 2024, l'application The Sorority est exposée au Consumer Electronics Show (CES) de Las Vegas aux côtés de la région Île-De-France et de Business France pour le lancement officiel de sa communauté aux USA.  
Le 11 janvier 2024, L’association signe une convention tripartite avec la maire de Verneuil-sur-Seine et l’association d’hébergement citoyen Un abri qui sauve des vies. Celle-ci est vouée à la protection des victimes de violences conjugales intrafamiliales, et collabore avec des particuliers mettant à disposition une chambre ou un logement. Sur l’application The Sorority, les femmes offrant l’hospitalité sont représentées par des pictogrammes aux cheveux roses.  
En février 2024, la fondation The Sorority signe une convention avec la Fibre (Fédération internationale des entraides et bienfaisances françaises à l’étranger). La Fibre dénombrant une vingtaine d'organismes locaux de solidarité, ceux-ci peuvent désormais apparaître sur la carte de l'application. 
En mars 2024, la fondation The Sorority signe une convention avec le ministère de l’Intérieur, la police et la gendarmerie française, afin que les forces de l’ordre prennent l’application au sérieux et agissent rapidement en cas de harcèlement. Le partenariat est pensé en prévision des violences sexuelles susceptibles de survenir lors des Jeux olympiques d'été de 2024. Dans cette optique, l'application référence l'Abri, un espace sûr ouvert tous les jours 24 heures sur 24, au siège du conseil régional à Saint-Ouen-sur-Seine en Seine-Saint-Denis, destiné à accueillir les touristes et visiteurs des Jeux olympiques.
Le 8 janvier 2025, la fondation The Sorority et la ville de Lausanne annoncent un partenariat visant à renforcer la sécurité et l’entraide contre le harcèlement et les violences à l'égard des femmes.